# Игра агентов
«Игра агентов» (англ. Agent Game) — американский шпионский боевик-триллер 2022 года, снятый Грантом С. Джонсоном по сценарию Майка Лангера и продюсера Тайлера Конни. В ролях заняты Дермот Малруни, Адан Канто, Кэти Кэссиди, Энни Илонзех, Рис Койро, Бархад Абди, Джейсон Айзекс и Мел Гибсон. Съёмки проходили в Огасте, штат Джорджия, с марта по апрель 2021 года.
Премьера фильма состоялась в США 8 апреля 2022 года при участии компании Saban Films. Лента получила отрицательные отзывы критиков.

## Сюжет
Агенты ЦРУ Харрис, Билл и Виссер участвуют в миссиях по похищению и допросу иностранных граждан, которые организует высокопоставленный чиновник ЦРУ Олсен (Мел Гибсон). Во время одной из операций они выясняют, что похищенный по имени Омар, лидер оппозиционной группы одной из стран, невиновен, но должен быть убит, так как ведёт деятельность против диктатора, которого с некоторых пор поддерживают США. Когда опытные офицеры Билл и Харрис решают отказаться от выполнения приказа, их молодая коллега Виссер берёт дело в свои руки. Она убивает похищенного, а затем и Билла, но Харрис успевает забрать запись её преступления и сбежать.
Для поимки Харриса направлена новая группа агентов: Кавински, Миллер и Риз, — все с испорченной репутацией и без опыта оперативной работы, которым придаются в помощь двое из команды Виссер. Но Харрис убивает подручных, а затем сдается оперативникам. Во время перелёта в секретную тюрьму, находящуюся в Коссово, Харрису удается направить сообщения командиру группы и показать компрометирующее видео. Трое новичков решают выяснить, в чём дело, и вопреки приказу говорят с Харрисом.
Выяснив ситуацию, Харрис и агенты решают убить Виссер, притворившись, что ни о чём не подозревают. Виссер пытается забрать компрометирующее видео и, поняв, что её раскрыли, снова пытается бежать. В это время Олсен направляет к секретной тюрьме вертолёт с бойцами спецназа, чтобы полностью зачистить территорию.
Агенты отстреливаются, гибнет Риз. Харрис отправляется за Виссер, находит её и убивает. Тело он притаскивает в ангар. Трупы грузят в погрузчик, к ним добавляют обувь оставшихся в живых оперативников, а затем взрывают, имитируя гибель пятерых человек.
Спецназовцы докладывают, что зачистка прошла успешно. Тюрьму минируют, оставив в ней труп похищенного Омара. Но Олсен снова реализует свой план: он уничтожает вертолёт со спецназовцами, избавляясь, как он думал, от всех свидетелей. После этого срабатывают заложенные заряды. О взрыве сообщают в новостях, но ситуацию рассматривают как террористическую атаку, осуществлённую Омаром.
Кавински, Миллер и Харрис возвращаются в США и находят Олсена. Они загружают ему в телефон компрометирующее видео, а сами наблюдают за его реакцией из фургона. Олсен вычисляет фургон, и когда агенты срываются с места, стреляет им вслед. Затем он кому-то звонит и сообщает о возникших проблемах.

## В ролях
- Дермот Малруни — Харрис
- Адан Канто — Кавински
- Кэти Кэссиди — Миллер
- Джейсон Айзекс — Билл, командир Харриса
- Мел Гибсон — Олсен
- Рис Койро — Риз
- Энни Илонзе — Виссер
- Бархад Абди — Омар

## Производство

### Разработка
О работе над независимым фильмом «Игра агентов» было объявлено 5 марта 2021 года, когда стало известно, что Мел Гибсон, Дермот Малруни, Кэтрин Макнамара, Рис Койро и Энни Илонзе участвуют в проекте режиссёра Гранта Джонсона по сценарию Майка Лангера и Тайлера Конни. Вскоре было объявлено, что к актёрскому составу присоединились Кэти Кэссиди, Джейсон Айзекс, Бархад Абди и Адан Канто.

### Съёмки
Основные съемки фильма начались в Огасте, штат Джорджия, 29 марта 2021 года и завершились в следующем месяце, 23 апреля. Съемочные площадки размещались в Университет Огасты на Брод-стрит, региональном аэропорту Томсон-Макдаффи и складе на улице Эванс-Локс-роуд, который использовался для имитации ангара для самолётов где-то в Европе — здесь были сняты сцены перестрелки со взрывами. Текстильная фабрика Сибли на канале Огаста также использовалась в качестве «секретной тюрьмы ЦРУ». Местные жители были предупреждены о звуках стрельбы, которые должны были слышаться во время съёмки сцены, в которой Гибсон несколько раз стреляет в сторону движущегося автомобиля.
Во время съемок фильма в Джорджии менеджер по производству Марк Крамп рассказал, что уговорил линейного продюсера Уоррена Остергарда передать проект в этот штат. Тайлер Конни, который также был сопродюсером фильма, рассказал, что производство поможет местной экономике, а представитель Film Augusta Дженнифер Боуэн оценила экономический эффект от проведения съёмок примерно в 1 миллион долларов. В отдельном интервью Конни также упомянул, что проект помог обеспечить работой жителей Огасты, что позволило съёмочной группе реализовать «большие амбиции».

## Релиз
Фильм был выпущен в Интернете и в некоторых кинотеатрах США 8 апреля 2022 года компанией Saban Films.

## Отзывы
На сайте-агрегаторе обзоров Rotten Tomatoes фильм получил оценку 21 % среди критиков, в то время как со стороны зрителей он достиг 50 %. Основной претензией стал стандартный, ничем не выделяющийся сюжет.
Майкл Кларк отметил, что если фильм не сможет отбить свой бюджет (оценочно 20 — 40 миллионов долларов), финальный намёк на продолжение так и останется нереализованным.